# Coupe d'Allemagne de football 1963
Navigation
Édition précédente Édition suivante
La coupe d'Allemagne de football 1963 est la vingtième édition de l'histoire de la compétition. La finale a lieu à Hanovre au  Niedersachsenstadion.
Le Hambourg SV remporte le trophée pour la première fois de son histoire. Il bat en finale le Borussia Dortmund sur le score de 3 buts à 0. L'attaquant Uwe Seeler inscrit 3 buts lors de la finale.

## Huitièmes de finale
Résultats des huitièmes de finale
| Date           | Domicile             | Extérieur                | score |
| -------------- | -------------------- | ------------------------ | ----- |
| 09 - 06 - 1963 | KSV Hessen Kassel    | Wuppertaler SV           | 2 - 2 |
| 23 - 06 - 1963 | 1. FC Saarbrücken    | VfL Wolfsbourg           | 3 - 0 |
| 28 - 06 - 1963 | SC Concordia Hamburg | SC Tasmania Berlin       | 1 - 3 |
| 30 - 06 - 1963 | SpVgg Bayern Hof     | Hamburger SV             | 2 - 5 |
| 30 - 06 - 1963 | Werder Bremen        | VfB Lohberg              | 4 - 3 |
| 27 - 07 - 1963 | Borussia Dortmund    | Sportfreunde Saarbrücken | 4 - 2 |
| 27 - 07 - 1963 | 1. FC Nuremberg      | Borussia Neunkirchen     | 1 - 2 |
| 28 - 07 - 1963 | TSV 1860 München     | FC Schalke 04            | 3 - 2 |

Match rejoué
| Date           | Domicile       | Extérieur         | Score |
| -------------- | -------------- | ----------------- | ----- |
| 27 - 07 - 1963 | Wuppertaler SV | KSV Hessen Kassel | 3 - 0 |

## Quarts de finale
Résultats des quarts de finale
| Date           | Domicile          | Extérieur            | Score |
| -------------- | ----------------- | -------------------- | ----- |
| 31 - 07 - 1963 | Borussia Dortmund | TSV 1860 München     | 3 - 1 |
| 31 - 07 - 1963 | Hamburger SV      | 1. FC Saarbrücken    | 1 - 0 |
| 31 - 07 - 1963 | Wuppertaler SV    | Borussia Neunkirchen | 1 - 0 |
| 31 - 07 - 1963 | Werder Bremen     | SC Tasmania Berlin   | 1 - 0 |

## Demi-finales
Résultats des demi-finales
| Date           | Domicile          | Extérieur     | Score |
| -------------- | ----------------- | ------------- | ----- |
| 07 - 08 - 1963 | Borussia Dortmund | Werder Bremen | 2-0   |
| 07 - 08 - 1963 | Wuppertaler SV    | Hamburger SV  | 0-1   |

## Finale
| Entraîneur : |
| Martin Wilke |

| Entraîneur :      |
| Hermann Eppenhoff |

| Entraîneur : |
| Martin Wilke |

| Entraîneur :      |
| Hermann Eppenhoff |